# 西予市立美術館「ギャラリーしろかわ」
西予市立美術館「ギャラリーしろかわ」（せいよしりつびじゅつかん－）は愛媛県西予市にある市立美術館である。

## 概要
1993年7月に東宇和郡城川町（当時）に落成、南予地方初の自治体美術館で、当時は城川町立美術館だったが、2004年の東宇和郡3町（野村町・明浜町・宇和町）西宇和郡1町（三瓶町）の市町村合併を機に西予市立美術館「ギャラリーしろかわ」となった。

横山大観、マリー・ローランサンなどの洋画・日本画、彫刻などに展示されている。企画展として1995年から毎年開催され7月下旬から12月上旬まで全国「かまぼこの板の絵」展覧会を行っている。
ブログには「山の中の小さな美術館物語」がある。